# Panoramafrihed
Panoramafrihed (tysk: Panoramafreiheit) er en indskrænkning i ophavsretten som findes i mange landes lovgivning. Den gør det muligt at fotografere, filme eller male/tegne bygninger eller kunstværker som er permanent placeret i det offentlige rum – og derefter publicere resultatet.
Regler for panoramafrihed og/eller andre love begrænser muligheden for at ophavsretsindehavere kan anmelde den som har taget eller distribueret sådanne billeder. Ellers er det normale inden for ophavsretslovgivningen at kun ophavsretsindehaveren kan give tilladelse til at kopiere dennes værker eller fremstille andre værker på baggrund af de beskyttede værker.

## Love i forskellige lande
Mange lande har lignende indskrænkninger i ophavsretten, som gør det lovligt at publicere fotografier, som er taget på eller fra et offentligt område. Tolkningerne og betingelserne er dog ret forskellige fra land til land.

### Europæiske Union (oversigt)
Ikke OK.
     OK for bygninger; ja for (andre) kunstværker kun for ikke-kommerciel anvendelse.
     OK for bygninger og (andre) kunstværker, men kun for ikke-kommerciel anvendelse.
     OK for bygninger og (andre) kunstværker, også for kommerciel anvendelse.
     OK for bygninger og (andre) kunstværker – også i det offentlige rum indendørs – med med begrænsninger.
     OK for bygninger og (andre) kunstværker – også i det offentlig rum indendørs – men kun for ikke-kommerciel anvendelse.
     OK for bygninger og (andre) kunstværker – også i det offentlige rum indendørs og også for kommerciel anvendelse.
     Ukendt – gælder Andorra, San Marino og Monaco.

Inden for Den Europæiske Union gør Direktiv 2001/29/EC det muligt – men ikke obligatorisk – for medlemsstaterne at indlægge en klausul om panoramafrihed i deres respektive ophavsretslove.
Panoramafrihed defineres blandt andet i artikel 59 i den tyske Urheberrechtsgesetz ('Ophavsretsloven'), i artikel 27 i den schweiziske Urheberrechtsgesetz og i sektion 62 af den britiske Copyright, Design and Patents Act 1988,
Det findes på den anden side europæiske lande som Italien, Frankrig og Island, hvor panoramafrihed ikke eksisterer (i det mindste ikke fuldt ud). På trods af offentlige protestaktioner og et statslig initiativ, anført af advokaten Guidi Scorza og journalisten Luca Spinelli, er fotogengivelser af offentlige områder fortsat forbudt i Italien.
Dette er i overensstemmelse med den gamle italienske ophavsretslovgivning, som er gjort endnu mere restriktiv gennem "Codice Urbani".
I denne tillægslov meddeles blandt andet at publicering af fotografier af "kulturgenstande" (hvilket i teorien inkluderer næsten alle menneskeskabte miljøer) i kommercielt sammenhæng forudsætter at man først får tilladelse fra Kunst- og kulturarvsministeriets lokalkontor.
Som led i en fremtidig reform og modernisering af EU-lovgivningen om ophavsrettigheder, var der i 2015 fremsat et forslag i Europa-Parlamentet om begrænsning af rettighederne til frit at fotografere i det offentlige rum inden for hele EU, men Parlamentet forkastede forslaget den 9. juli 2015. En online kampagne indleverede dagen før næsten en halv million protester mod den varslede indskrænkning i panoramafriheden.